# Perach

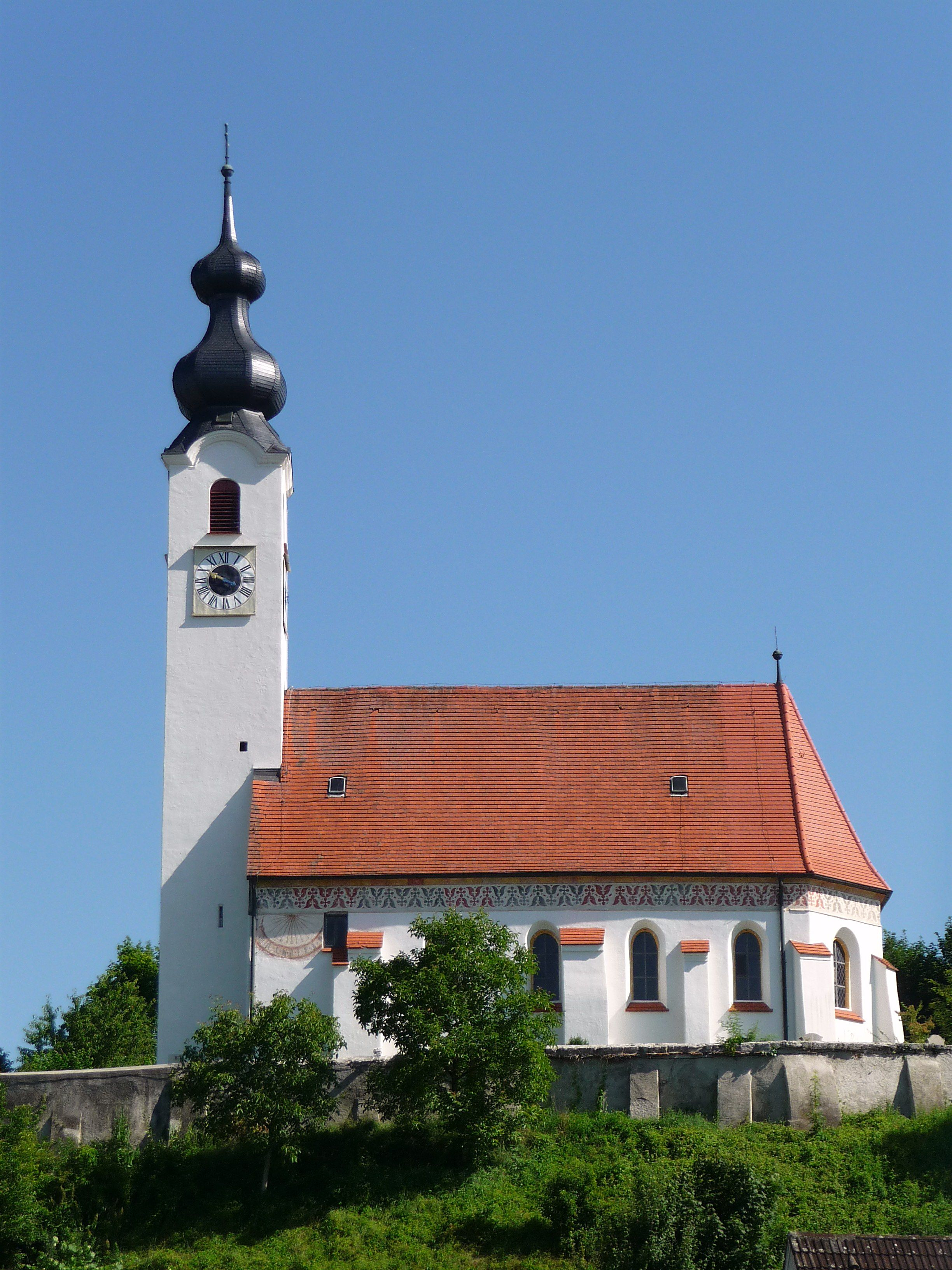
Die Pfarrkirche St. Mariä Himmelfahrt

Perach ist eine Gemeinde im oberbayerischen Landkreis Altötting. Die Gemeinde ist Mitglied der Verwaltungsgemeinschaft Reischach.

## Gemeindegliederung
Es gibt 39 Gemeindeteile (in Klammern ist der Siedlungstyp angegeben):
- Aicher (Einöde)
- Allmannsberg (Weiler)
- Anzenberg (Einöde)
- Berg (Weiler)
- Buchreit (Weiler)
- Eglsed (Einöde)
- Einöd (Einöde)
- Guggenberg (Einöde)
- Hasenberg (Weiler)
- Hirschpoint (Einöde)
- Hundmühl (Weiler)
- Kohlpoint (Einöde)
- Kreuzwies (Einöde)
- Kronhügel (Einöde)
- Lacken (Einöde)
- Landshut (Weiler)
- Moise (Einöde)
- Neumühle (Weiler)
- Niederleiten (Einöde)
- Niederöd (Einöde)
- Niederperach (Dorf)
- Oberhauzing (Einöde)
- Oberöd (Einöde)
- Perach (Pfarrdorf)
- Pfaffenberg (Weiler)
- Point (Einöde)
- Pomming (Weiler)
- Rothhaus (Weiler)
- Rupertsöd (Einöde)
- Schlagberg (Weiler)
- Schmidhub (Einöde)
- Solleröd (Einöde)
- Steinbach (Dorf)
- Tafelberg (Einöde)
- Unterhauzing (Einöde)
- Untreu (Einöde)
- Weingarten (Einöde)
- Weinzierl (Einöde)
- Westerndorf (Dorf)

## Geschichte
Perach wurde im Zuge der Verwaltungsreformen in Bayern 1818 eine selbständige politische Gemeinde.

### Einwohnerentwicklung
Zwischen 1988 und 2018 wuchs die Gemeinde von 1054 auf 1276 um 222 Einwohner bzw. um 21,1 %.

## Politik

### Bürgermeister
Erster Bürgermeister ist Georg Eder (Bürgerliste). Dieser löste im Jahr 2008 den langjährigen Amtsinhaber Richard Stubenvoll (CSU), der aus Altersgründen nicht mehr zur Wahl antrat, mit 60,2 Prozent der Stimmen ab und wurde – jeweils als alleiniger Kandidat – am 16. März 2014 mit 89,70 Prozent der Stimmen und am 15. März 2020 mit 91,30 Prozent der Stimmen im Amt bestätigt.

### Gemeinderat
Nach der letzten Kommunalwahl am 15. März 2020 hat der Gemeinderat zwölf Mitglieder. Die Wahl brachte folgendes Ergebnis:
|  | CSU/Freie Wählerschaft | 6 Sitze | 50,80 % |
|  | Gemeinsam für Perach   | 6 Sitze | 49,20 % |

Bei der Wahl vom 16. März 2014 hatten CSU/Freie Wählerschaft und Peracher Unabhängige Liste (PULS/FW) jeweils sechs Sitze erreicht. Weiteres Mitglied und Vorsitzender des Gemeinderates ist der Bürgermeister.

### Wappen
| Wappen von Perach | Blasonierung: „Gespalten, unten belegt mit einem von Silber und Blau gespaltenen Wellenbalken; vorne geteilt von Rot und Schwarz mit einem aufgelegten sechsstrahligen goldenen Stern, hinten in Gold die rote Krümme eines Abtstabes.“ |
| Wappen von Perach | |

## Kultur und Sehenswürdigkeiten

### Geotope
- Dachlwand, eine ehemalige Inn-Prallwand. Der Inn wurde bis zum Bau der Eisenbahnstrecke München–Simbach durch die Alz nach Norden gedrückt und formte diese Steilwände aus; geowissenschaftlicher Wert: „Besonders wertvoll“.[5]

## Wirtschaft

### Arbeitsplätze
In der Gemeinde gibt es 204 sozialversicherungspflichtige Arbeitsplätze (Stand 2017). Von der Wohnbevölkerung stehen 524 Personen in einer versicherungspflichtigen Beschäftigung, so dass die Zahl der Auspendler um 320 höher ist als die der Einpendler.

### Bildung
Im Jahr 2018 gab es:
- Eine Kindertagesstätte mit 70 Plätzen und 44 Kindern
- Eine Volksschule mit 8 Klassen und 175 Schülern

## Vereine

### Sportverein
Größter Verein im Ort ist der Sportverein FC 1960 Perach, der sich in die Sparten Fußball, Ski, Stockschießen, Tennis und Tischtennis gliedert.
Die erste Fußballmannschaft des FC 1960 Perach schaffte zur Saison 2006/07 den Aufstieg in die höchste oberbayerische Spielklasse (Bezirksoberliga). Seit der Saison 2007/2008 spielt Perach in der Bezirksliga Oberbayern Ost. Seit 2010 spielt die Erste Herrenmannschaft in der Kreisliga.
Die Tischtennisspieler spielen mit drei Mannschaften im Ligenbetrieb. Hier konnten 2006 drei Titel errungen werden. Die erste Mannschaft spielt damit in der Saison 2006/2007 erstmals auf Bezirksebene.

### Wasserwacht
Mit mehr etwa 380 Mitgliedern zählt die Wasserwacht zu den größten Vereinen und Verbänden am Ort. Die Schwerpunktaufgabe liegt in der Betreuung der Besucher des Naherholungsgebietes am Peracher Badesee. Auch im Winter betreut die Wasserwacht den Badesee beim Eislaufbetrieb an den Wochenenden. Außerdem bildet die Wasserwacht aus Perach mit der Ortsgruppe Marktl die SEG (Schnelleinsatzgruppe) Ost und rückt auch zu überörtlichen Einsätzen aus. Dazu ist die Ortsgruppe Perach mit 2 Einsatzfahrzeugen und einem Motorrettungsboot mit Bugklappe und 50 PS Außenbordmotor ausgestattet. Seit 2014 nutzt sie gemeinsam mit der Feuerwehr ein neues Gebäude mit Schulungs- und Aufenthaltsraum, sowie den zugehörigen Sozialräumen, in dem auch die Garage für die SEG untergebracht ist. 

## Verkehr
Am 1. Juni 1871 nahmen die Königlich Bayerischen Staatseisenbahnen die Bahnstrecke München–Simbach in Betrieb, an der sich im Süden der Gemeinde der Haltepunkt Perach befand. 1986 wurde der Haltepunkt Perach aufgelassen; seitdem ist die nächstgelegene Bahnstation der Haltepunkt Neuötting in der Gemeinde Winhöring.

## Regelmäßige Veranstaltungen
Überregional bekannt ist Perach durch sein Naherholungsgebiet (Badesee, Rad- und Wanderwege). Bis einschließlich 2010 fand jährlich das Peracher Seefest statt, das immer im Juli mehrere tausend Besucher anzog; es wurde durch die jährlich stattfindende XXXXL Beach Party am Peracher See abgelöst.

## Persönlichkeiten
Der spätere bayerische Ministerpräsident Wilhelm Hoegner (1887–1980) verbrachte in Perach einen Teil seiner Kindheit.